# Pias (Serpa)
Pour les articles homonymes, voir Pias.
Pias est une paroisse civile portugaise (en portugais : freguesia) de la municipalité de Serpa dans le district de Beja.

## Géographie
La paroisse de Pias accueille plusieurs lacs de barrage, formés sur le Guadiana ou ses affluents. Le fleuve Guadiana délimite d'ailleurs le territoire paroissial au nord-ouest.

## Démographie
Lors du recensement de 2021, Pias compte 2 542 habitants.